# Tímea Junghaus
Tímea Junghaus (* 28. März 1975 als Romni in Ungarn) ist eine ungarische Kunsthistorikerin, Kuratorin und Kulturaktivistin. Sie setzt sich für eine stärkere Anerkennung der Kunst von Minderheiten ein – und dabei besonders für Kunst der Roma. 2007 kuratierte sie den ersten internationalen Roma-Pavillon Paradise Lost auf der 52. Biennale di Venezia. Tímea Junghaus ist Mitglied des Kuratoriums des RomArchive, eines von Roma kuratierten digitalen Archivs für Kunst der Sinti und Roma.

## Leben
Ab 1993 studierte sie Kunstgeschichte an der Eötvös-Loránd-Universität, wo sie 2003 mit einer Arbeit über die zeitgenössische Kunst der ungarischen Roma als Master of Arts abschloss. Sie ist die erste Romni in Ungarn, die über einen akademischen Abschluss in Kunstgeschichte verfügt.
2002 gründete sie die János-Balázs-Galerie im achten Budapester Stadtbezirk Józsefváros. Für das ungarische Kulturministerium war sie 2003 als Koordinatorin für die Hungarofest-Agentur tätig. Sie ist auf der Suche nach Talenten auf Reisen und organisiert Künstlertreffen. Ihre RomaMoma-Initiative setzt sich für die Schaffung eines Roma-Kunstmuseums ein.

## Ausstellungen
Tímea Junghaus verfolgt mit ihrer „kulturellen Inklusionsstrategie“ das Ziel, „Kulturschaffende der Minderheit aus der ihnen vom Kunstmarkt zugewiesenen ethnisch-folkloristischen Nische zu befreien“.
Als Ko-Kuratorin der Ausstellung The Hidden Holocaust in der Kunsthalle Budapest leistete sie 2004 Pionierarbeit bei der Aufnahme von Roma-Künstlern in die Kunstöffentlichkeit.
2005 übernahm sie die Leitung des Roma Cultural Participation Project am Budapester Open Society Institute. Ihre Ausstellungen beschäftigten sich schwerpunktmäßig mit zeitgenössischer Kunst von Romnja, mit Sakralmalerei, in kritischer Weise mit Orientalismus und ganz spezifisch mit dem Werk von János Balázs und Péli Tamás.
Unter dem Titel We Are Who We Are stellte sie 2004 im Grazer Kulturzentrum bei den Minoriten aus.
Für die Ausstellung Von der Abwesenheit des Lagers (2006) im Kunsthaus Dresden vermittelte sie das Gemeinschaftswerk "Black Train (Wonder Barrack)" von Gyöngyi Kalanyos mit Tereza Orsos, Zsolt Vári, Tibor Balogh, Marton Gaudi, Zoltan Nagy und Jano Bori, das während der von ihr kuratierten Ausstellung "Hidden Holocaust" entstand.
2007 kuratierte sie den ersten internationalen Roma-Pavillon Paradise Lost auf der 52. Biennale di Venezia. Dort, im Palazzo Pisani Santa Marina, waren 16 Roma-Künstler aus acht Ländern vertreten. Der Pavillon konnte über 20.000 Besucher verzeichnen. Er war ein Meilenstein für die Sichtbarkeit von Sinti und Roma: Sie traten als „individuelle Kunstschaffende“ auf, „die ihre Positionen in der etablierten Kunstszene zu Gehör bringen“.
2016 entwickelte Timea Junghaus für das Festspielhaus Hellerau die Ausstellung (Re-)Conceptualising Roma Resistance.

## Mitgliedschaften
Tímea Junghaus ist Mitglied des Kuratoriums des RomArchive, eines von Roma kuratierten digitalen Archivs für Kunst der Sinti und Roma.

## Auszeichnungen
- Junghaus’ Studium wurde mit einem Kállai-Ernő-Stipendium gefördert.
- 2008 wurde sie mit dem KAIROS-Preis der Alfred Toepfer Stiftung F.V.S. ausgezeichnet. Die Jury würdigte ihre Anstrengung „die zeitgenössische bildende Kunst der europäischen Roma jenseits bestehender Klischees zu erschließen.“ So schärfe sie „das öffentliche Bewusstsein für den Beitrag der Roma zur kulturellen Vielfalt in Europa.“[8]

## Schriften
- Tímea Junghaus, Katalin Székely (Hrsg.): Meet Your Neighbours – Contemporary Roma Art from Europe. Open Society Institute 2006, ISBN 963-9419-99-0. (Eine Anthologie moderner Roma-Kunst, an dem Junghaus als Herausgeberin und Autorin mitwirkte).[9]
- Tímea Junghaus, Katalin Székely (Hrsg.): Paradise Lost: The First Roma Pavilion at the Venice Biennale, München, London und New York 2007, ISBN 978-3-7913-6145-1, Ausstellungskatalog des Roma-Pavillons auf der 52. Biennale in Venedig.

Mit der Kultur und Fragen der Bildung von Minderheiten setzte sie sich mit zahlreichen Veröffentlichungen in Zeitschriften auseinander.